# Montezuma-fenyő
A Montezuma-fenyő (Pinus montezumae) a fenyőfélék (Pinaceae) családjába tartozó növényfaj. Neve II. Montezumának (1502-1520) az utolsó azték uralkodónak állít emléket.

## Származási helye
Guatemala Mexikó, hegyvidékei.

## Leírása
Ernyőszerűen szétterülő 20 méter magasra megnövő örökzöld fenyő.
Kérge szürke vastag, mélyen barázdált.
A levelei tűlevelek, 30 cm hosszúak finoman fogazottak. Szürkészöldek, élük kissé érdes. ötös csoportjaik kefeszerűen állnak a vaskos, sima vörösbarna ágakon.
A virágzatok nyár elején nyílnak a fiatal hajtásokon. A porzós tobozok vörösek, felpattanva sárgák míg a termősek pirosak.
A toboz kúpos vagy tojásdad 15 cm hosszú. Fiatalon kékes-vörös, éretten sárgás- vagy vörösesbarna. Pikkelyei szúrósak. Magánosan vagy csoportokban fejlődnek.

## Képek

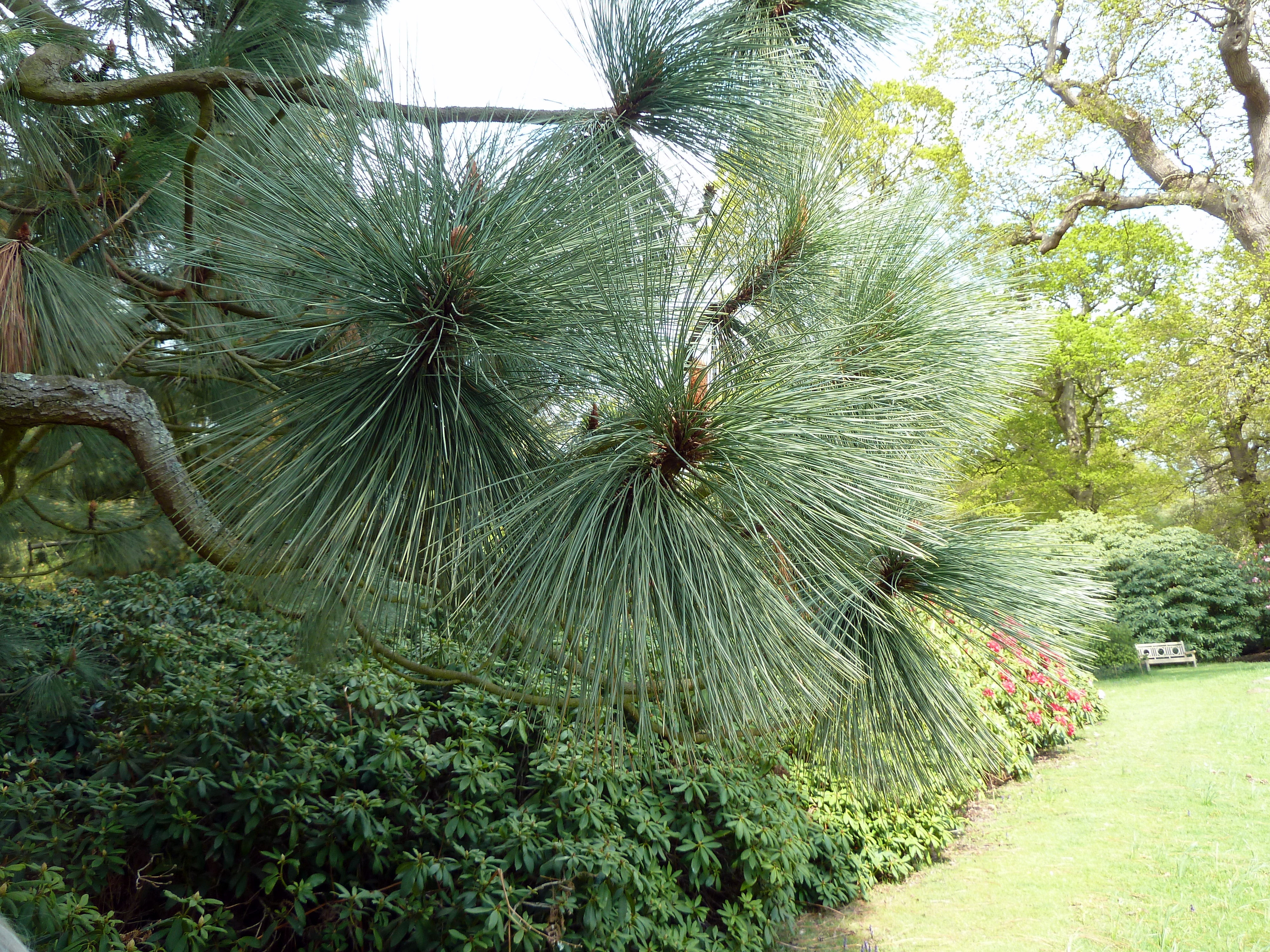
levelei
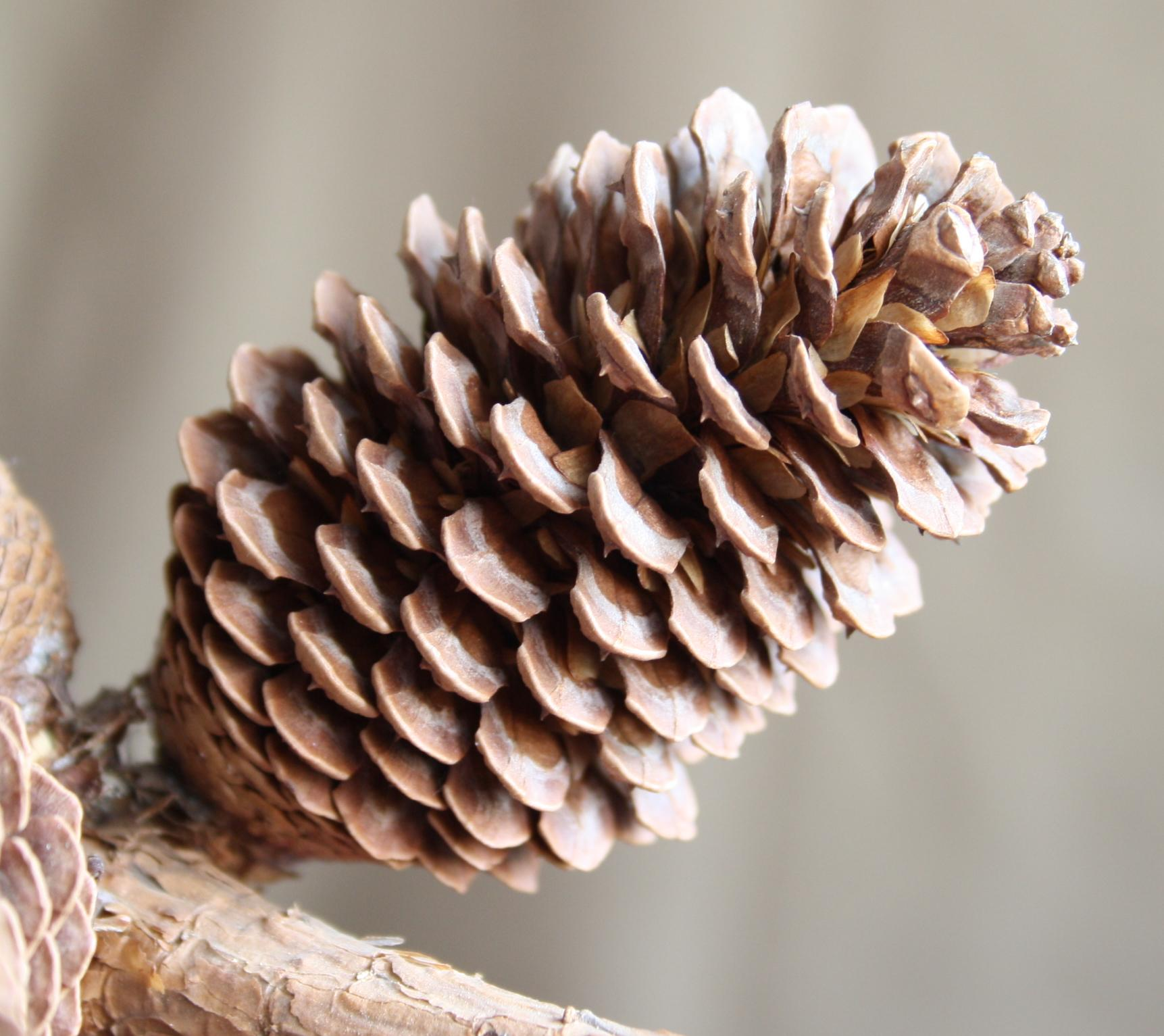
toboza
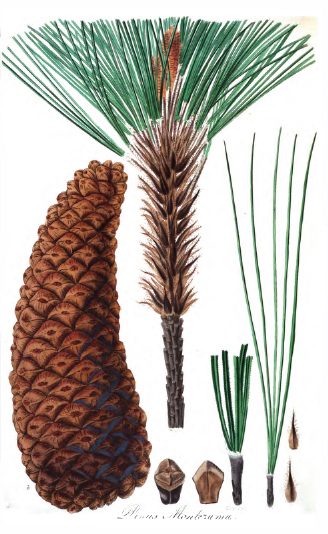
illusztrációja